# Incidente del Learjet 35 in Dakota del Sud
Il 25 ottobre 1999 un Learjet 35 doveva operare un volo charter da Orlando, in Florida, a Dallas, in Texas. All'inizio del volo, mentre il jet stava salendo alla quota assegnata con il pilota automatico inserito, avvenne una depressurizzazione in cabina e tutti i sei occupanti persero coscienza a causa dell'ipossia. L'aereo continuò a salire oltre l'altitudine assegnata, non virò verso ovest in direzione di Dallas e proseguì in direzione nord-ovest, sorvolando gli Stati Uniti meridionali e il Midwest per quasi quattro ore e 1.500 miglia (2.400 km). Il velivolo esaurì il carburante nel Dakota del Sud e si schiantò in un campo vicino ad Aberdeen, dopo una discesa incontrollata.

## I passeggeri e l'equipaggio
I due piloti erano Michael Kling e Stephanie Bellegarrigue. I quattro passeggeri a bordo erano il golfista PGA Payne Stewart, i suoi agenti e Bruce Borland, un architetto della società di progettazione di campi da golf di Jack Nicklaus.
Il comandante 42enne Michael Kling possedeva un certificato da pilota di trasporto aereo e abilitazioni per velivoli come il Boeing 707, il Boeing 737 e il Learjet 35. Aveva anche esperienza nell'aeronautica militare con il Boeing KC-135 e il Boeing E-3 Sentry. Kling era anche un pilota istruttore sul KC-135E nella Guardia Nazionale dell'Aria del Maine. Secondo i registri della Sunjet Aviation, Kling aveva accumulato un totale di 4 280 ore di volo (militari e commerciali) e aveva volato un totale di 60 ore con Sunjet, 38 come pilota in comando Learjet e 22 come secondo al comando (sempre del Lear).
Il primo ufficiale, la 27enne Stephanie Bellegarrigue, possedeva un certificato da pilota commerciale e abilitazioni per il Learjet e il Cessna Citation 500. Era anche un'istruttrice di volo certificata. Aveva accumulato un totale di 1 751 ore di volo, di cui 251 con Sunjet Aviation come secondo in comando e 99 come secondo in comando sul Learjet.

## Cronologia del volo
Nota: tutti gli orari sono presentati in formato 24 ore. Perché il volo ha avuto luogo sia nell'ora standard orientale - Eastern Daylight Time (EDT) - e il fuso orario centrale - Central Daylight Time (CDT). Tutti gli orari sono riportati in questo articolo in base al tempo coordinato universale (indicato dalla lettera Z).

### Partenza
Il 25 ottobre 1999 un Learjet 35, registrato come N47BA e operato dalla Sunjet Aviation di Sanford, Florida, partì dall'aeroporto Internazionale di Orlando alle 13:19Z (09:19 EDT) per un volo di circa due ore fino a Dallas. Prima della partenza l'aereo era stato rifornito con 5.300 libbre (2.400 kg) di Jet A, sufficiente per 4 ore e 45 minuti di volo. A bordo c'erano due piloti e quattro passeggeri.
Alle 13:27:13Z, il controllore del centro di controllo d'area di Jacksonville incaricò il pilota di salire e mantenere il livello di volo FL 390, ovvero a 39 000 piedi (12 000 m) sul livello del mare. Alle 13:27:18Z (09:27:18 EDT), il pilota confermò l'autorizzazione affermando: "tre nove zero bravo alfa". Questa fu l'ultima trasmissione radio nota dall'aereo e si verificò mentre stava salendo a quota 23 000 piedi (7 000 m). Il tentativo successivo di contattare l'aereo avvenne sei minuti e 20 secondi dopo, 14 minuti dopo la partenza, con l'aereo a 36 500 piedi (11 100 m) ma il messaggio del controllore non ricevette risposta. L'operatore tentò di contattare il volo N47BA altre cinque volte nei successivi 4 minuti e mezzo, ma non ottenne nessuna risposta.

### Prima intercettazione

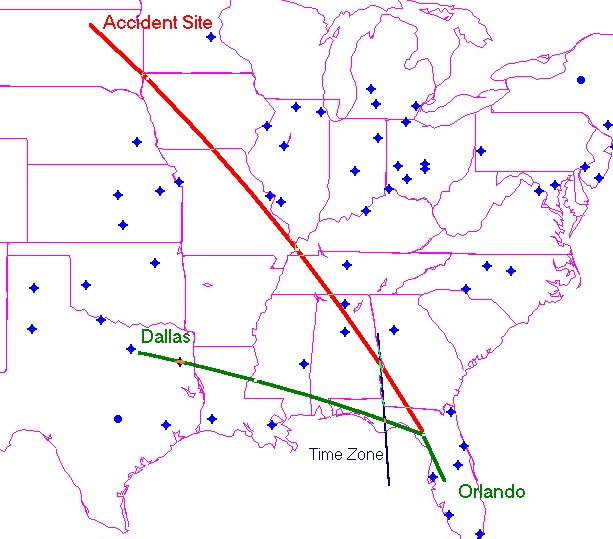
La rotta prevista (in verde) e quella effettivamente percorsa (in rosso) dell'N47BA dalla partenza a Orlando a Dallas e fino al luogo dello schianto in Dakota del Sud.

Intorno alle 14:54Z (ora 09:54 CDT a causa dell'attraversamento del volo nel fuso orario centrale) il controllore chiese a un pilota collaudatore di F-16 dell'US Air Force del 40th Flight Test Squadron della base aerea di Eglin nella Florida occidentale, che si trovava in aria nelle vicinanze, di intercettare il Learjet. Quando il caccia si trovò a circa 2 000 piedi (610 m) dal Learjet, a un'altitudine di circa 46 400 piedi (14 100 m), il pilota tentò di mettersi in contatto radio per due volte, senza ricevere nessuna risposta. Effettuò un'ispezione visiva del Learjet, non trovando danni visibili all'aereo. Entrambi i motori funzionavano e il faro anti-collisione rosso era acceso (operazione standard per gli aerei in volo). Il pilota del caccia non poteva vedere all'interno della sezione passeggeri dell'aereo perché i finestrini sembravano oscurati. Inoltre riferì che l'intero parabrezza dell'abitacolo destro era opaco, come se la condensa o il ghiaccio ne coprissero l'interno. Anche il parabrezza sinistro era opacizzato, sebbene diverse sezioni del centro sembravano essere solo leggermente coperte dalla condensa o dal ghiaccio; una piccola sezione rettangolare del parabrezza era chiara, con solo una piccola sezione dello schermo antiabbagliamento visibile attraverso quest'area. Non vide alcun movimento all'interno del velivolo. Verso le 15:12Z, il pilota dell'F-16 concluse la sua ispezione dell'N47BA e ruppe la formazione, procedendo verso la Scott AFB nel sud-ovest dell'Illinois.

### Seconda intercettazione e scorta
Alle 16:13Z, dopo quasi tre ore di volo del Learjet senza nessuna risposta da parte dell'equipaggio, due F-16 del 138th Fighter Wing della Oklahoma Air National Guard (ANG), che volavano sotto l'indicativo di chiamata "volo TULSA 13", vennero diretti dall'ARTCC di Minneapolis per intercettare l'aereo fuori controllo. Il pilota capo del TULSA 13 riferì di non riuscire a scorgere alcun movimento nell'abitacolo, che il parabrezza era scuro e che non poteva dire se fosse ghiacciato. Pochi minuti dopo, un pilota comunicò: "Non vediamo nulla all'interno, potrebbe essere solo una cabina di pilotaggio buia però...non sta reagendo, non si sta muovendo o qualcosa del genere, dovrebbe essere in grado di vederci ormai." Alle 16:39 Z, TULSA 13 lasciò la rotta del velivolo, dirigendosi verso un'aerocisterna per rifornirsi in volo. Intanto il volo N47BA raggiunse un'altitudine massima di 48 900 piedi (14 900 m).

### Terza intercettazione e scorta
Verso le 16:50 Z, due F-16 del 119º Stormo del North Dakota ANG con l'identificazione "volo NODAK 32" furono incaricati di intercettare N47BA. Anche il volo TULSA 13 tornò dal rifornimento e tutti e quattro i caccia manovrarono vicino al Learjet. Il pilota capo del TULSA 13 riferì: "Abbiamo due immagini su di esso. Sembra che il finestrino della cabina di pilotaggio sia ghiacciato e non c'è movimento in nessuna delle superfici di controllo per quanto riguarda gli alettoni o i flap". Verso le 17:01Z il volo TULSA 13 si staccò di nuovo per rifornirsi di carburante, mentre NODAK 32 rimase con il volo N47BA.
Secondo alcune voci circolate tra i media, i jet militari sarebbero stati pronti ad abbattere il Lear, se avesse minacciato di schiantarsi in un'area densamente popolata. I funzionari del Pentagono negarono questa possibilità nel modo più assoluto. Il portavoce dell'Air Force, il capitano Joe Della Vedova, affermò che l'ipotesi non era stata nemmeno presa in considerazione.
Al contrario, il Primo Ministro canadese Jean Chrétien autorizzò la Royal Canadian Air Force ad abbattere l'aereo se fosse entrato nello spazio aereo canadese senza comunicazione. Scrisse nelle sue memorie del 2018: "L'aereo si stava dirigendo verso la città di Winnipeg e i controllori del traffico aereo temevano che si sarebbe schiantato nella capitale del Manitoba. Mi era stato chiesto di dare il permesso ai militari di abbattere l'aereo, se fosse stato necessario. Con il cuore pesante, ho autorizzato la procedura. Poco dopo aver preso la mia decisione, ho saputo che l'aereo si era schiantato in Dakota del Sud". Chrétien racconta che Stewart era "un eccellente giocatore di golf, che conoscevo e ammiravo molto".

### Lo schianto

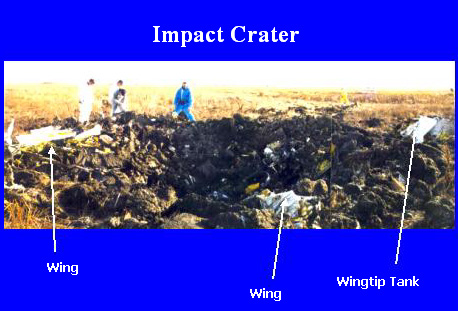
Il cratere dello schianto (dalla presentazione dell'NTSB).

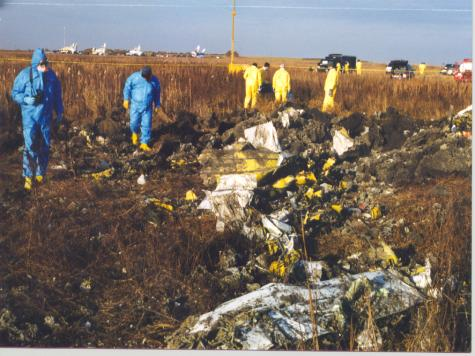
Altra foto del sito dell'incidente.

Il registratore vocale della cabina di pilotaggio (CVR) del Learjet, recuperato dal relitto, conteneva una registrazione audio degli ultimi 30 minuti del volo (era un modello più vecchio che registrava solo 30 minuti di audio; l'aereo non era dotato di un registratore di dati). Alle 17:10:41Z, è udibile lo spegnimento dei motori del Learjet, indicando che il carburante dell'aereo era esaurito. Inoltre, si possono sentire i suoni dello stick shaker e dello scollegamento dell'autopilota. Con i motori spenti, l'autopilota tentò di mantenere l'altitudine di crociera; senza la spinta dei motori, il velivolo perse gradualmente velocità e quando giunse in prossimità della velocità di stallo, lo stick shaker si attivò automaticamente per avvertire il pilota della disattivazione del pilota automatico.
Senza il pilota automatico, alle 17:11:01Z il Lear effettuò una virata a destra e iniziò la discesa. Il NODAK 32 rimase a ovest, mentre TULSA 13 si staccò dalla formazione e seguì l'N47BA verso il basso. Alle 17:11:26 CDT, il pilota capo del NODAK 32 comunicò: "Il bersaglio sta scendendo e sta eseguendo molti rollii degli alettoni, sembra che sia fuori controllo...in una discesa in picchiata, richiesta una discesa d'emergenza per seguire il bersaglio". Il pilota del TULSA 13 disse: "Presto toccherà il suolo; è in una spirale discendente".
L'impatto si verificò circa alle 17:13Z, o 12:13 locali, dopo un volo di 3 ore e 54 minuti, con l'aereo che colpì il suolo a una velocità quasi supersonica e con un'inclinazione estrema. Il Learjet si schiantò nel Dakota del Sud, appena fuori Mina nella contea di Edmunds su un terreno relativamente piatto e lasciando un cratere lungo 42 piedi (13 m), largo 21 piedi (6,4 m) e profondo 8 piedi (2,4 m). Nessuno dei suoi componenti rimase intatto.

## L'indagine
Il National Transportation Safety Board (NTSB), l'ente che si occupò delle indagini sul caso, stabilì che:
Dopo la depressurizzazione, i piloti non ricevettero ossigeno supplementare in tempo sufficiente e/o in concentrazione adeguata per evitare l'ipossia e la perdita di coscienza. Il relitto indicava che il regolatore di pressione/valvola di intercettazione della bombola dell'ossigeno era aperta durante il volo dell'incidente. Inoltre, sebbene un connettore del tubo della maschera dell'equipaggio di volo sia stato trovato nel relitto scollegato dal suo supporto (l'altro connettore non è stato recuperato), il danno al connettore recuperato ed entrambi i supporti erano coerenti con entrambe le maschere per i piloti, ed entrambe erano collegate alle linee di alimentazione d'ossigeno dell'aereo al momento dell'impatto. Inoltre, entrambi i microfoni delle maschere dell'equipaggio di volo sono stati trovati collegati alle rispettive prese. Pertanto, supponendo che la bombola dell'ossigeno contenesse una quantità adeguata di ossigeno, quello supplementare avrebbe dovuto essere disponibile per le maschere di ossigeno di entrambi i piloti.
Una possibile spiegazione per la perdita dei sensi dei piloti e la mancata ricezione di ossigeno d'emergenza è che la loro capacità di pensare e agire con lucidità era stata compromessa a causa dell'ipossia prima che potessero indossare le maschere ad ossigeno. Non esistono prove definitive che indichino la velocità con cui il volo perse pressione in cabina, pertanto l'NTSB non riuscì a determinare se la depressurizzazione fosse stata rapida o graduale.
Se ci fosse stata una breccia nella fusoliera (anche una piccola, che non poteva essere rilevata visivamente dai piloti dei caccia) o un guasto alla tenuta, la cabina avrebbe potuto depressurizzarsi gradualmente, rapidamente o addirittura in modo esplosivo. La ricerca ha dimostrato che un periodo di appena 8 secondi senza ossigeno supplementare a seguito di una rapida depressurizzazione a circa 30 000 piedi (9 100 m) può causare un calo della saturazione di ossigeno che può compromettere in modo significativo il funzionamento cognitivo e aumentare la quantità di tempo necessaria per completare dei compiti complessi.
Una decompressione più graduale potrebbe essere derivata da altre possibili cause, come una perdita più piccola nel recipiente a pressione o la valvola di controllo del flusso chiusa. I test dell'NTSB determinarono che una valvola di controllo del flusso chiusa avrebbe causato la depressurizzazione completa del velivolo in pochissimi minuti che, senza ossigeno supplementare, avrebbe compromesso le capacità cognitive e motorie subito dopo la prima chiara indicazione di decompressione (l'avvertimento sull'altitudine in cabina), quando l'altitudine raggiunse i 10 000 piedi (3 000 m) in circa 30 secondi.
Le indagini su altri incidenti, nei quali i piloti tentavano di diagnosticare un problema di pressurizzazione o di avviare una pressurizzazione d'emergenza, invece di indossare immediatamente le maschere di ossigeno, a seguito dell'allarme di depressurizzazione in cabina, rivelarono che, anche con un tasso di depressurizzazione relativamente graduale, i piloti avrebbero fatto subito fatica a ragionare e a muoversi per risolvere efficacemente il problema o indossare le maschere poco dopo. In questo incidente, l'impossibilità da parte dell'equipaggio di ottenere l'ossigeno supplementare, in tempo per evitare di perdere i sensi, avrebbe potuto essere spiegata dal non indossare le maschere ad ossigeno, e l'ipossia poteva avvenire in pochi secondi, in caso di decompressione esplosiva o rapida o poco più in caso di decompressione graduale.
Bob Benzon, l'allora investigatore capo dell'NTSB, tramite un simulatore che ricostruiva la cabina di un Learjet, elaborò una teoria su cosa fosse accaduto a bordo dell'N47BA. Una volta superati i 10 000 piedi (3 000 m), e scattato l'allarme di depressurizzazione, i piloti presero fuori il manuale d'emergenza, ad uso di tutti i piloti di linea, per risolvere il problema. Incredibilmente, il primo punto non era "indossare le maschere ad ossigeno", ma una complicata nota che segnalava la depressurizzazione e come risolverla. Il rapido insorgere dell'ipossia molto probabilmente rese ancor più difficile capire cosa volesse dire.
Oltretutto, era come se il manuale dicesse all'equipaggio di risolvere la depressurizzazione ancor prima di indossare le maschere che avrebbero salvato le loro vite.
Il rapporto dell'NTSB mostrò che l'aereo aveva avuto diversi casi di lavori di manutenzione relativi alla pressione della cabina nei mesi precedenti l'incidente. L'ente, a causa dei pochissimi rottami recuperati, non fu in grado di determinare se derivassero da un problema comune: le sostituzioni e le riparazioni erano state documentate, ma non i rapporti di discrepanza del pilota che li avevano spinti o la frequenza di tali rapporti. Il rapporto criticava la Sunjet Aviation per la possibilità che ciò avrebbe reso il problema più difficile da identificare, tracciare e risolvere, nonché per il fatto che, in almeno un caso, l'aereo era stato pilotato con un differimento di manutenzione non autorizzato per problemi di pressione in cabina.

## Conseguenze
Payne Stewart era diretto a Houston per il Tour Championship del 1999, ma aveva programmato una sosta a Dallas per discutere con il dipartimento di atletica della sua alma mater, la Southern Methodist University, sulla costruzione di un nuovo campo da golf per il programma golfistico della scuola. Stewart è stato ricordato al Tour Championship con un suonatore di cornamusa solitario che suonava alla prima buca al Champions Golf Club prima dell'inizio del primo giorno di gioco.
Il proprietario del luogo dell'incidente, dopo aver consultato le mogli di Stewart e molte altre vittime, ha creato un memoriale su circa 1 acro (4.000 metri quadrati) del sito. Al suo centro è stata posta una roccia estratta dal sito su cui sono incisi i nomi delle vittime e un passaggio della Bibbia.
Gli US Open del 2000, svoltisi al Pebble Beach Golf Links, iniziarono con la versione golfistica di un saluto con 21 colpi di fucile quando 21 compagni di Stewart colpirono simultaneamente altrettante palline nell'Oceano Pacifico.
Nel 2001, Stewart è stato inserito postumo nella World Golf Hall of Fame.
L'8 giugno 2005, una giuria del tribunale dello stato della Florida a Orlando ritenne che la Learjet non fosse responsabile per la morte di Stewart e dei suoi agenti Robert Fraley e Van Ardan, anch'essi a bordo dell'aereo.

## Nella cultura di massa
L'incidente è stato oggetto di un episodio della sedicesima stagione della serie Indagini ad alta quota in onda su National Geographic Channel. L'episodio, intitolato "Equipaggio fantasma", è andato in onda per la prima volta nel giugno 2016.